# Rodd vid olympiska sommarspelen 1948
Rodd vid olympiska sommarspelen 1948 avgjordes i London i Storbritannien.

## Medaljörer
| Event                         | Guld | Silver | Brons |
| Singelsculler Detaljer...     | Mervyn Wood (AUS) | Eduardo Risso (URU) | Romolo Catasta (ITA) |
| Dubbelsculler Detaljer...     | Richard Burnell och Bertie Bushnell (GBR)                                                                              | Ebbe Parsner och Aage Larsen (DEN) | William Jones och Juan Rodríguez (URU) |
| Tvåa utan styrman Detaljer... | John Wilson och Ran Laurie (GBR)                                                                                       | Hans Kalt och Josef Kalt (SUI) | Felice Fanetti och Bruno Boni (ITA) |
| Tvåa med styrman Detaljer...  | Danmark Finn Pedersen Tage Henriksen Carl-Ebbe Andersen                                                                | Italien Giovanni Steffè Aldo Tarlao Alberto Radi                                                                                                   | Ungern Antal Szendey Béla Zsitnik Róbert Zimonyi                                                                                              |
| Fyra utan styrman Detaljer... | Italien Giuseppe Moioli Elio Morille Giovanni Invernizzi Francesco Faggi                                               | Danmark Helge Halkjær Aksel Bonde Hansen Helge Muxoll Schrøder Ib Storm Larsen                                                                     | USA Fred Kingsbury Stu Griffing Greg Gates Robert Perew                                                                                       |
| Fyra med styrman Detaljer...  | USA Warren Westlund Bob Martin Bob Will Gordy Giovanelli Allan Morgan                                                  | Schweiz Rudolf Reichling Erich Schriever Émile Knecht Peter Stebler André Moccand                                                                  | Danmark Erik Larsen Børge Raahauge Nielsen Henry Larsen Harry Knudsen Ib Olsen                                                                |
| Åtta med styrman Detaljer...  | USA Ian Turner David Turner James Hardy George Ahlgren Lloyd Butler David Brown Justus Smith John Stack Ralph Purchase | Storbritannien Christopher Barton Michael Lapage Guy Richardson Ernest Bircher Paul Massey Charles Lloyd John Meyrick Alfred Mellows Jack Dearlove | Norge Kristoffer Lepsøe Thorstein Kråkenes Hans Hansen Halfdan Gran Olsen Harald Kråkenes Leif Næss Thor Pedersen Carl Monssen Sigurd Monssen |

## Medaljtabell
| Pl. | Nation         | Guld | Silver | Brons | Totalt |
| --- | -------------- | ---- | ------ | ----- | ------ |
| 1   | Storbritannien | 2    | 1      | 0     | 3      |
| 2   | USA            | 2    | 0      | 1     | 3      |
| 3   | Danmark        | 1    | 2      | 1     | 4      |
| 4   | Italien        | 1    | 1      | 2     | 4      |
| 5   | Australien     | 1    | 0      | 0     | 1      |
| 6   | Schweiz        | 0    | 2      | 0     | 2      |
| 7   | Uruguay        | 0    | 1      | 1     | 2      |
| 8   | Ungern         | 0    | 0      | 1     | 1      |
| 8   | Norge          | 0    | 0      | 1     | 1      |